# Rodrigo Sánchez Zepeda
Rodrigo Sánchez Zepeda (Sahuayo, Michoacán; 17 de septiembre de 1964) es un político y arquitecto mexicano. Es diputado federal por el Distrito 4 de Michoacán desde 2021, anteriormente se desempeñó como presidente municipal de Sahuayo.

## Biografía
Estudió la primaria en el Instituto Sahuayense, preparatoria en el Instituto de Humanidades y Ciencias en Guadalajara, ingreso a la universidad en 1983 y culminó sus estudios de licenciatura en arquitectura en el Instituto Tecnológico de Estudios Superiores (ITESO) en 1988.
Posteriormente realizó una maestría en Ciencias, con especialización en Urbano-regional desde el 2001 al 2003 en el Centro de Investigación Interdisciplinaria Regional (CIIDIR-Jiquilpan) como sede el Instituto Politécnico Nacional (IPN) Zacatenco.
Está casado con Esperanza Núñez Vega con la cual tienen cuatro hijos; Rodrigo, Andrés, Carolina y Natalia.

## Política
Comienza su participación política, activa y públicamente en el año de 1992 formando parte de las filas del Partido Acción Nacional (PAN) como militante y colaborador, realizó algunas campañas en el municipio y se desempeñó como coordinador de campaña otras veces. En la administración presidida por el Prof. Salvador García Higareda en 1996-1998 forma parte de la dirección de Urbanística como Director.
En las elecciones por la presidencia del H. Ayuntamiento de Sahuayo de Morelos en 2015 fue en la planilla como síndico municipal, una vez que se anulan la elección donde gana el Lic. Armando Tejeda Cid, pasa a ser el candidato inmediatamente por las filas del PAN para la presidencia,  en la convocatoria de comicios extraordinarios,  y el 6 de diciembre de 2015 alcanza la victoria en las elecciones con una amplia mayoría histórica ante el Lic. Ricardo Sánchez por el PRI, posteriormente toma protesta el 20 de enero del 2016 comopresidente municipal de Sahuayo.